# نظرية ائتمان المال

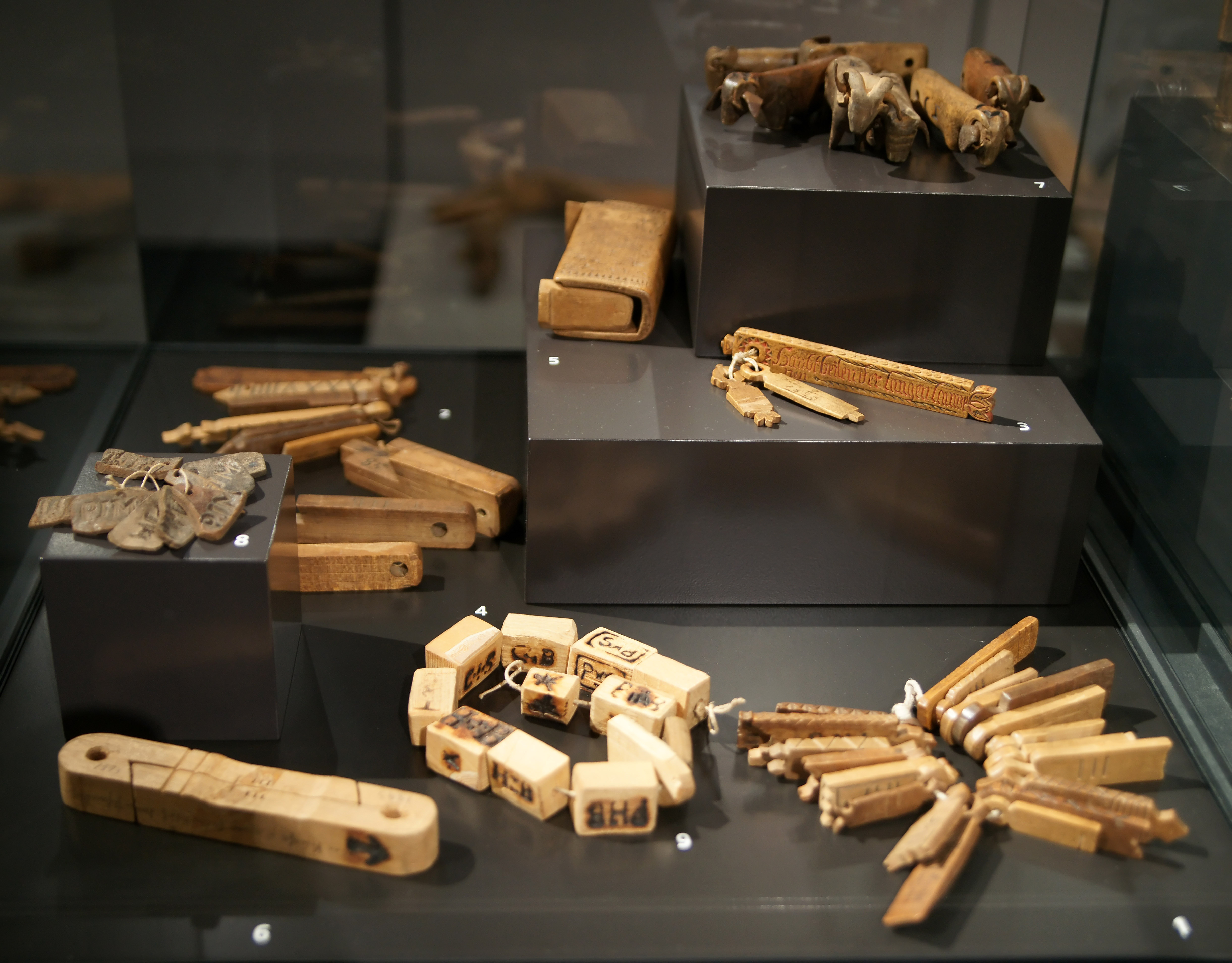

نظريات ائتمان المال، والتي تسمى أيضاً نظريات ديون المال، هي النظريات الاقتصادية النقدية المتصلة بالعلاقة ما بين الائتمان والمال. يؤكد أحياناً مؤيدو هذه النظريات، مثل ألفريد ميتشيل-إينيس، أن النقود (الائتمان) والدَّين هما نفس الشيء، بالنظر إليها من وجهات نظر مختلفة. يجزم المؤيدون أن الطبيعة الأساسية للنقود هي الائتمان (الدّين)، على الأقل خلال العصور التي لم تُدعم فيها النقود من قبل بضاعة مثل الذهب. يوجد طريقتان شائعتان للتفكير في هذه النظريات هما فكرة أن المال بدأ كوحدة حساب للدّين، وأن الموضع الذي تُنشأ النقود هو إنشاء للدّين في الوقت نفسه. يجادل بعض مؤيدي النظريات الائتمانية بأنه من الأفضل فهم المال كدين حتى في الأنظمة التي غالباً ما يُفهم أنها تستخدم أموال البضائع بينما يرى آخرون أن الأموال تعادل الائتمان فقط في النظام المعتمد على النقود الورقية، إذ يزعمون بأن جميع أشكال المال بما في ذلك النقد يمكن اعتبارها شكلاً من الأموال الائتمانية أو الودائع المصرفية.
نشأت أول نظرية ائتمانية رسمية للمال في القرن التاسع عشر، يناقش عالم الأنثروبولوجيا ديفيد غرايبر بأنه خلال تاريخ البشرية فُهم المال على نحو واسع كتمثيل للدين، على أي حال فهو يعترف بأنه حتى قبل العصر الحديث كانت هناك عدة فترات سادت فيها نظريات منافسة مثل المعادن.

## النشأة والأبحاث
وفقاً لجوزيف شومبيتر، كان أفلاطون أول من دافع عن نظرية ائتمان النقود، يصف شومبيتر المعدن بأنه الوجه الآخر «للنظريتين الأساسيتين للمال» قائلاً أن أول مؤيد للمعادن هو أرسطو. كان هنري دونينغ ماكلويد (1821-1902) أول مفكر عصري لصياغة نظرية ائتمان المال، وذلك من خلال عمله في القرن التاسع عشر، بالأخص كتابه «نظرية الائتمان 1889» وُسِّع عمل ماكلويد بواسطة ألفريد ميتشيل-إينيس في أوراقه «ما هو المال؟ 1913» و «نظرية الائتمان النقدية 1914» إذ جادل ضد النظرة التقليدية للأموال الناشئة كوسيلة لتحسين ممارسة المقايضة. في هذا الرأي البديل، خلقت التجارة والضرائب التزامات بين الأطراف التي كانت تشكّل الائتمان والديون. استُخدِمت أجهزة مثل «العصي المُسجّلة» لتوثيق هذه الالتزامات ثم تحولت إلى الصك القابل للتداول الذي يمكن أن يعمل كالنقود. وكتبها إينيس في مقالته عام 1914:
نظرية الائتمان: البيع والشراء هو تبادل سلعة للحصول على الائتمان. ومن هذه النظرية الرئيسية  تنتج النظرية الفرعية بأن قيمة الائتمان أو النقود لا تعتمد على قيمة المعدن، وإنما على الحق الذي يحصل عليه الدائن من خلال «الدفع»، وهذا يعني، على نحو يرضي الائتمان، وعلى التزام الشخص المديون «بسداد» دينه على العكس من حقه في إعفاء نفسه من الدين من خلال مناقصة تُقدم دين معادل بالقيمة مُستحق على الدائن والتزام الدائن بقبول هذه المناقصة تلبية لائتمانه.
يمضي إينيس للإشارة إلى أن المشكلة الرئيسية في جعل الجمهور يفهم أن الأنظمة النقدية معتمدة على الدّين هي التحدي في إقناعهم بأن «الأشياء ليست كما تبدو عليها».
في عام 1992، اقترح ريتشارد فيرنر نظرية الكم للائتمان، إذ صُنّف إنشاء الائتمان إلى (جي دي بّي)  و(غير جي دي بّي) (التداول المالي). اختُبرَ هذا النهج تجريبياً في نماذج السلاسل الزمنية الاقتصادية العامة والخاصة، وتبين أنه متفوق على النظريات البديلة والتقليدية.
منذ أواخر العشرينيات، دُمجَت نظرية إينيس الائتمانية للنقود مع نظرية النقد الحديثة، وهي تجمع أيضاً بين عناصر نظرية ألمانية حول المال، مشيرةً إلى أن النقود القوية تعمل من الناحية الوظيفية، فأنت من الدولة وبالتالي فإن «كل أموال الدولة» هي أيضاً «أموال ائتمان». تضمن الدولة وجود حاجة للحصول على سندات دينها من خلال قبولها كدفعة للضرائب والرسوم والغرامات.
في كتابه «الديون: في السنوات ال5000 الأولى» عام 2011، أكد عالم الأنثروبولوجيا ديفيد غرايبر أن أفضل الأدلة المتاحة تشير إلى أن النظم النقدية الأصلية كانت قائمة على الديون، وأن معظم الأنظمة اللاحقة هي كذلك أيضاً. حدثت استثناءات إذ كانت العلاقة بين المال والدّين أقل وضوحاً خلال الفترات التي كان فيها المال مدعوماً من قبل سبائك الذهب. قلّد غرايبر باحثين سابقين بقولهم أن خلال هذه العصور كان تصور الناس أن المال استمد قيمته من المعادن الثمينة التي صنعت منها العملات المعدنية، ولكن حتى في هذه الفترات فُهم المال على نحو صحيح كدين. ينص غرايبر على أن الوظائف الرئيسية الثلاث للمال هي: وسيلة للتبادل والصرف، وحدة حساب للعملات، وقيمة احتياطية. يكتب غرايبر أنه منذ عهد آدم سميث، يميل الاقتصاديون إلى التركيز على المال كوسيلة للتبادل. بالنسبة إلى غرايبر، عندما ظهر المال للمرة الأولى كان غرضه الأساسي هو العمل كوحدة حساب لتحديد الدّين. يكتب أيضاّ أن العملات المعدنية أنشئت في الأصل كرموز تمثل وحدة حسابية بدلاً من أن تكون كمية من المعادن الثمينة التي يمكن مقايضتها.
يعتقد المعلق الاقتصادي فيليب كوغان أن النظام النقدي الحالي في العالم أصبح قائماً على الدين بعد «صدمة نيكسون»، إذ أنهى الرئيس الأميركي نيكسون الصلة بين المال والذهب في عام 1971. وكتب أيضاً أن «المال الحديث هو الدين والدين هو المال». منذ صدمة نيكسون عام 1971، أصبح إنشاء المال والديون على نحو مرتفع في الوقت ذاته. يحدث هذا الإنشاء المتزامن للنقود والديون كسمة من سمات الخدمات المصرفية الاحتياطية الجزئية. بعد أن يوافق البنك التجاري على القرض، يكون قادراً على إنشاء مبلغ نقدي مماثل، يُحصَل عليه بعد ذلك من قبل المقترض مع مبلغ مماثل من الديون. يقول كوغان أن المُدينين غالباً ما يفضلون الأنظمة النقدية القائمة على الدين مثل النقود الورقية على الأنظمة القائمة على السلع مثل السبائك الذهبية، لأن المذكور أولاً يسمح بتداول كميات أكبر من المال في الاقتصاد، ويميل ليكون أكثر توسعية. وهذا ما يجعل سداد الديون أسهل. يشير كوغان إلى خطاب وليام جينينغز براين في القرن التاسع عشر بأنه واحد من أولى المحاولات الكبرى لإضعاف العلاقة ما بين الذهب والمال، وهو يقول أن المرشح الرئاسي السابق كان يحاول توسيع القاعدة النقدية لصالح المزارعين المُثقلين بالديون، والذين كانوا مُجبرين على الإفلاس في ذلك الوقت. مع ذلك، يقول كوغان أيضاً أن الدَّين المفرط الذي يمكن بناؤه في ظل نظام نقدي قائم على الدين يمكن أن يؤذي جميع شرائح المجتمع، بما في ذلك المديِّنين.
في مقالة عام 2012، يلاحظ المنظر الاقتصادي بيري ميرلينغ أن ما يُعتبر عادة مالاً يمكن اعتباره ديوناً أيضاً، إنه يمثل تسلسلاً هرمياً للموجودات: الذهب في الأعلى، ثم العملة، ثم الودائع، ثم الأوراق المالية. كلما انخفض التسلسل الهرمي أصبح من الأسهل رؤية الموجود كانعكاس لديون شخص آخر. في وقت لاحق من عام 2012، قُدمت ورقة من كلاوديو بوريو من بنك التسويات الدولية حجة عكسية مفادها أن القروض هي التي تؤدي إلى ظهور الودائع، وليس العكس.
ناقش فيليكس مارتن في كتابه الذي نُشر في يونيو من عام 2013، بأن نظريات النقود القائمة على الائتمان صحيحة، مشيراً إلى الأعمال السابقة لماكلويد: «العملة.... تُمثل ديون قابلة للتحويل، ولا شيء غير ذلك». كتب مارتن أنه من الصعب على العامّة فهم طبيعة المال، لأن المال جزء أساسي من المجتمع.